# Guadalupe Sabinal
Guadalupe Sabinal är en ort i Mexiko.   Den ligger i kommunen Chalchicomula de Sesma och delstaten Puebla, i den sydöstra delen av landet, 190 km öster om huvudstaden Mexico City. Guadalupe Sabinal ligger 2 564 meter över havet och antalet invånare är 406.
Terrängen runt Guadalupe Sabinal är kuperad åt nordost, men åt sydväst är den platt. Runt Guadalupe Sabinal är det ganska tätbefolkat, med 155 invånare per kvadratkilometer. Närmaste större samhälle är San José Esperanza, 6,6 km söder om Guadalupe Sabinal. Omgivningarna runt Guadalupe Sabinal är en mosaik av jordbruksmark och naturlig växtlighet.